# Adriaen van der Spelt

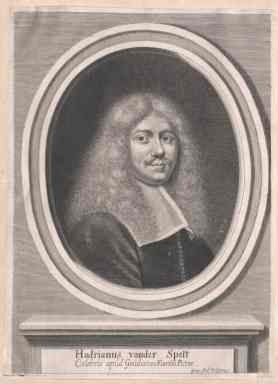
Adriaen van der spelt

Adriaen van der Spelt, auch Adriaan oder Adrian (geboren ca. 1630 in Leiden; gestorben im November 1673 in Gouda) war ein niederländischer Glas-, Blumen- und Porträtmaler, der einige Zeit am Hofe des Kurfürsten von Brandenburg tätig war.

## Leben
Van der Spelt wurde als Sohn des Goudaer Glasmachers Job Adriaensz van der Spelt und dessen Frau Saartje Aelbrechtsdr. von Henberch, die im Jahr 1630 geheiratet hatten, in Leiden geboren. Bekannt wurde er insbesondere als Maler von Stillleben, auf denen Blumen, Obst oder Schmetterlinge zu sehen sind. Neben Stillleben fertigte er Winterlandschaften und Porträts an.

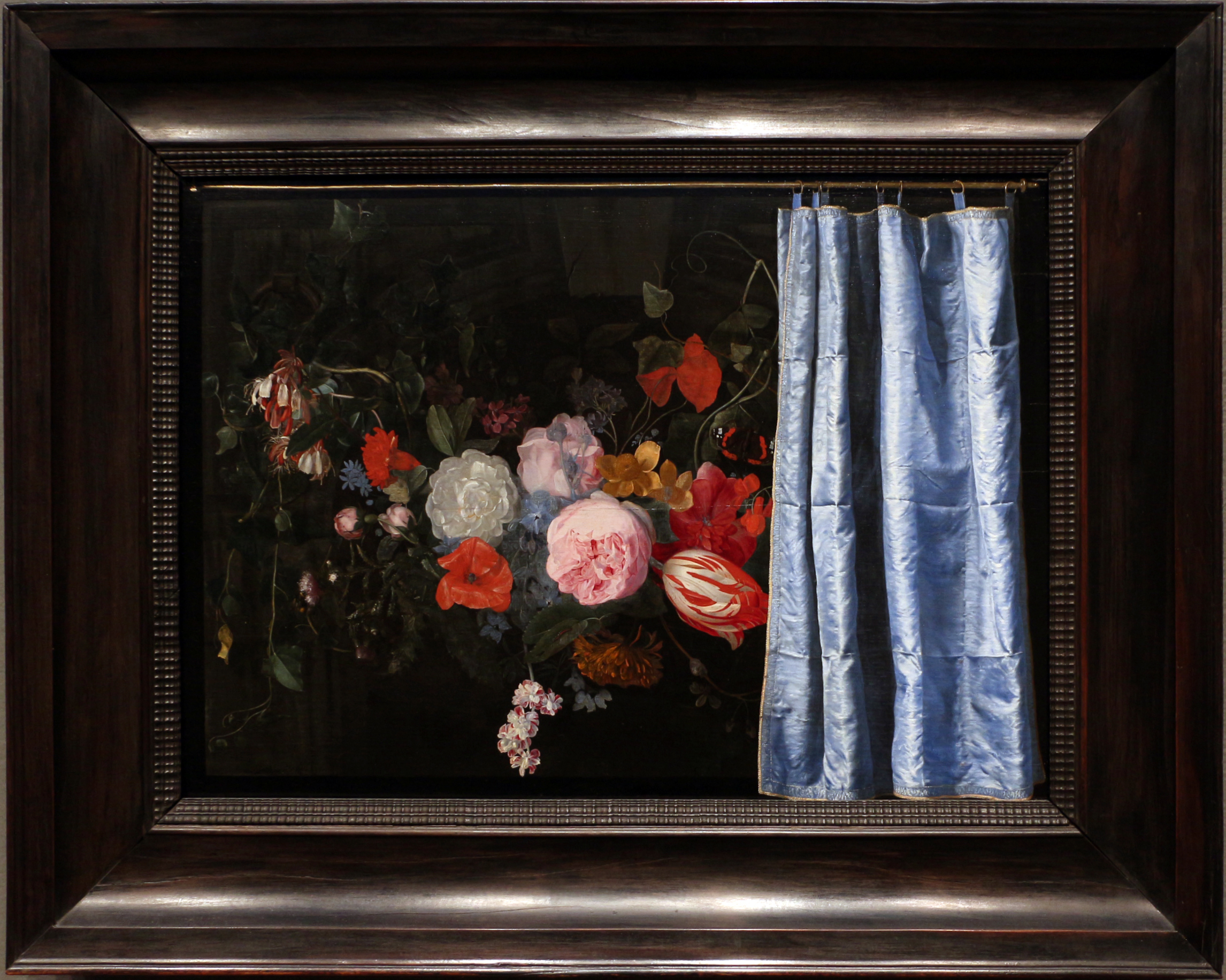
Stillleben mit Vorhang – Art Institute of Chicago

Er gehörte seit 1658 der Malerzunft in Leiden an, war ein Schüler des Glasmalers Wouter Crabeth und hielt sich in seiner Jugend lange in Gouda auf. Hier fertigte er gemeinsam mit Frans van Mieris ein Stillleben an. Van der Spelt schuf das Hintergrundbild mit einer Blumengirlande und van Mieris setzte im Vordergrund einen hellblauen Vorhang hinzu, mit dem das Blumengebinde scheinbar vor den Blicken verborgen werden könnte.
Am 15. April 1661 vermählte sich van der Spelt, damals noch in Leiden wohnhaft, mit Geertruyt Visschers aus Gouda, deren Vater im Februar desselben Jahres gestorben war und ihr ein beträchtliches Vermögen hinterlassen hatte. Da Adriaen nicht Nutznießer dieser Erbschaft war, verfassten die Eheleute am 17. Mai 1661 ein Testament, das sie gegenseitig als Alleinerben auswies. Eine Klausel legte fest, dass van der Spelt der Familie von Geertruyt für den Fall, dass er sie überleben würde, 2000 Gulden zahlen sollte. Geertruyt verstarb im Juli 1662, ebenso wie das gemeinsame Kind der beiden im September des Jahres. Die Erbschaft umfasste das Wohnhaus in Gouda sowie das Inventar und Anleihen im Wert von 7660 Gulden und einem jährlichen Ertrag von 300 Gulden.
Seine zweite Frau hieß Magdalena van Goch, die er am 15. Juni 1664 heiratete. Auch sie entstammte einer wohlhabenden Familie und brachte drei Häuser mit in die Ehe. Nur einen Monat nach der Hochzeit erkrankte sie und verstarb Anfang September 1664. Nach ihrem Tod erhielt van der Spelt von ihrer Mutter, Neeltje Sibrantsdr. ein Legat von 2000 Gulden erstattet, das einige Schmuckstücke und Juwelen enthielt, die er Magdalena geschenkt hatte. Diese hatten ursprünglich zum Besitz seiner ersten Frau Geertruyt gehört.

## Zeit als Hofmaler und Rückkehr

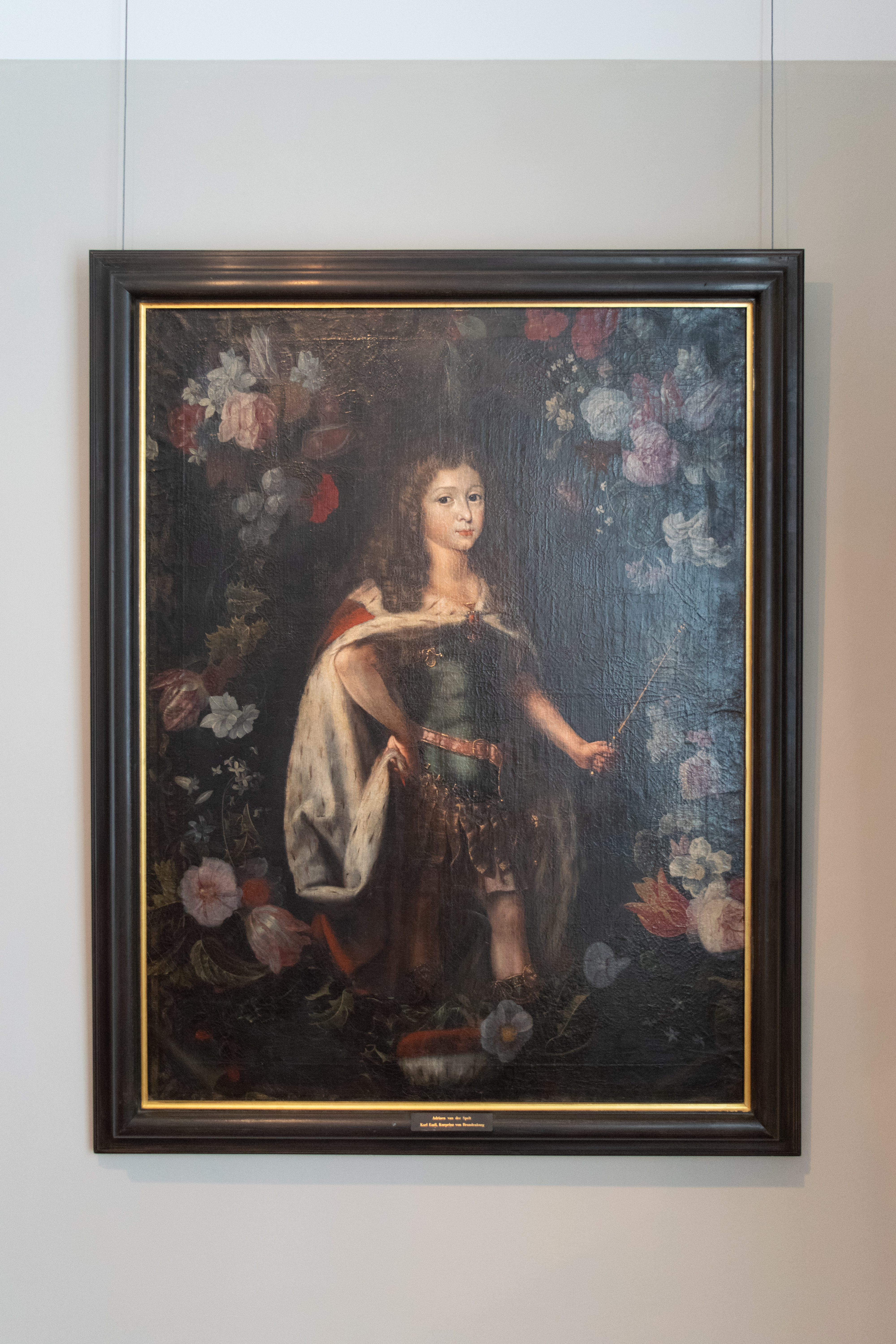
Kurprinz Karl Emil von Brandenburg

Van der Spelts Arbeiten vom Anfang der 1660er Jahre weisen Ähnlichkeiten mit Werken von Willem Kalf oder Willem van Aelst auf. Kurfürstin Luise Henriette von Brandenburg, die aus den Niederlanden stammte, soll ihm das Angebot unterbreitet haben, als Hofmaler nach Berlin zu kommen. Möglicherweise wurde sie durch dessen Zusammenarbeit mit dem bereits an vielen Höfen Europas bekannten Frans van Mieris beeinflusst. 1664 kam van der Spelt daher an den Hof des Kurfürsten Friedrich Wilhelm von Brandenburg und wirkte dort bis 1670. Nach seiner Ankunft in Potsdam gehörte das Porträt Kurprinzen Karl Emil zu seinen ersten Arbeiten. Es zeigt ihn als etwas zehnjährigen Knaben in einer Rüstung, einem Umhang mit Hermelinpelz mit einem Stab in der linken Hand. Dies soll seine zukünftige Position als Herrscher unterstreichen. Der junge Prinz ist von einer Girlande aus Lilien, Rosen, Tulpen und anderen Blumen umgeben. Das Gemälde misst 118,5 × 95 cm und befindet sich in der Ausstellung im Museum des Jagdschlosses Grunewald.
Anschließend kehrte er 1671 nach Gouda zurück. Hier heiratete er zum Cornelia Frolix aus Groningen. Ignatius Walvis schrieb 1714, dass van der Spelts dritte Ehefrau ihn in den Tod getrieben haben soll: „[…] een Groeningsch quaadaardig wijf, die sijn leevenslamp […] in ’t jaar 1673 uitbloes“ (deutsch: „[…] eine boshafte Frau aus Groningen, die sein Lebenslicht im Jahr 1673 ausblies“) An anderer Stelle heißt es „[…] Endlich kehrte er wieder nach Gouda, und hyrathete eine Xantippe, welche ihm nicht nur den Lust zu seinen Verrichtungen benahm, sondern auch so viel Verdruß machte, daß er in der besten Blüthe seiner Jahre 1673 starb.“
Von van der Spelt sind hauptsächlich Stillleben, bekannt.

Stillleben (Auswahl)
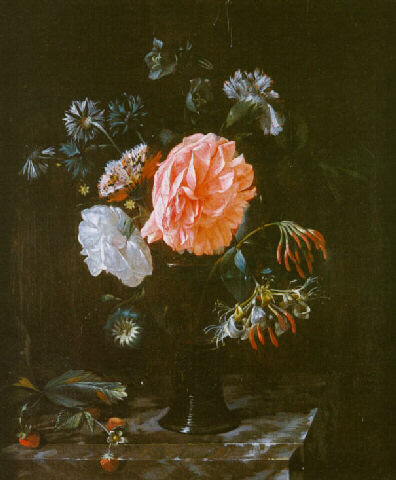
Blumenstillleben (1644–1673)
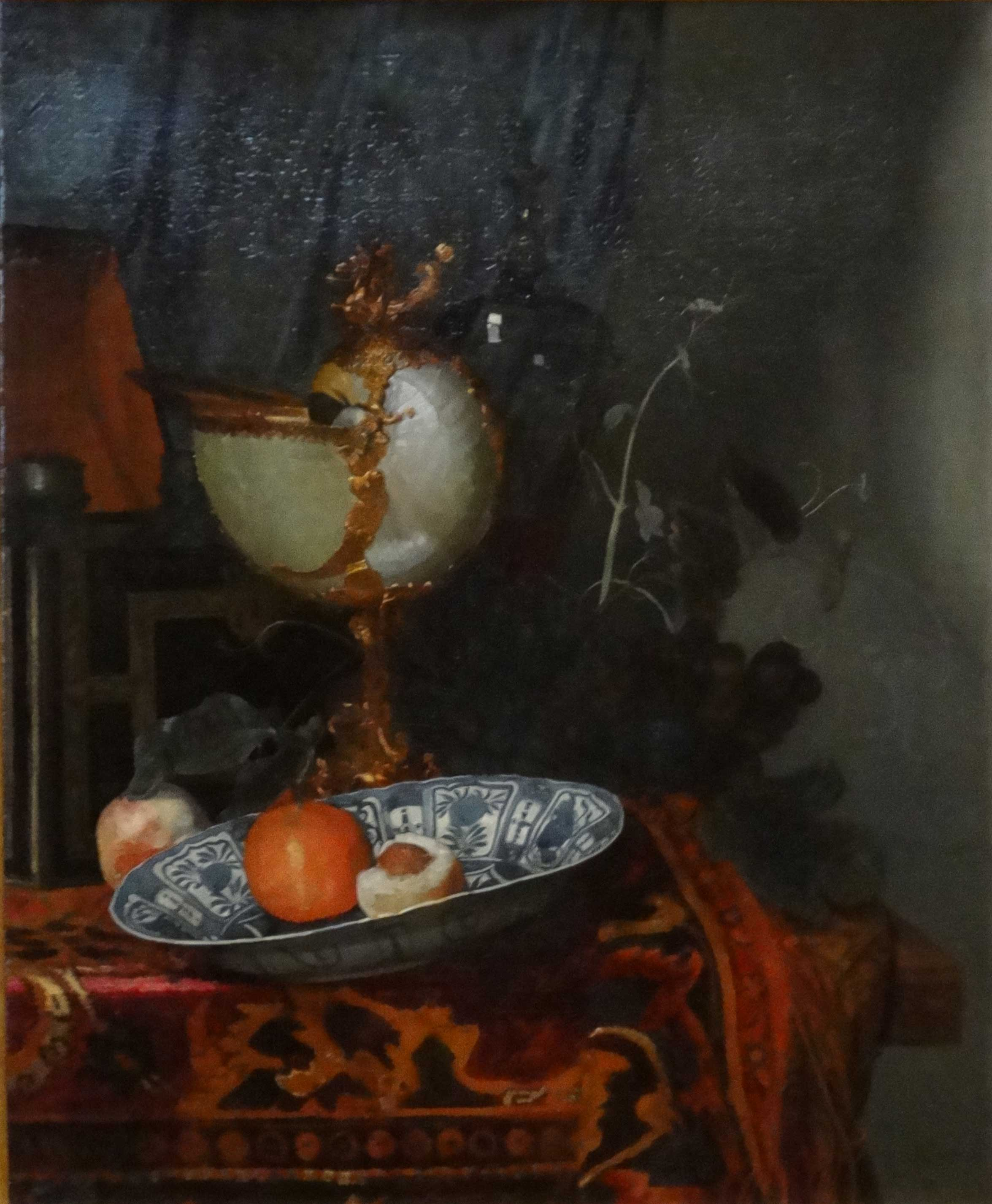
Stillleben 1661
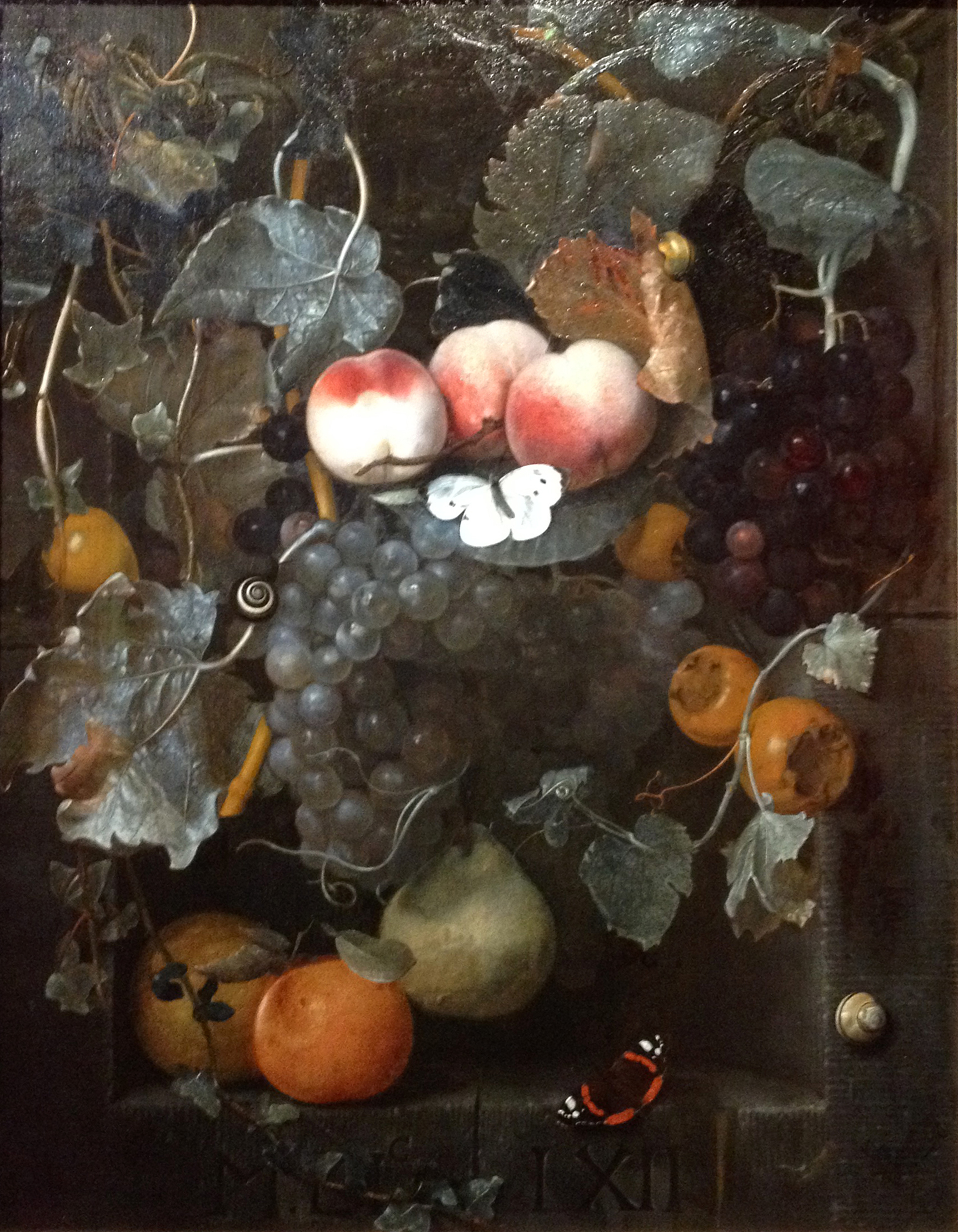
Früchtestillleben 1662